# Bagdadia irakella
Bagdadia irakella är en fjärilsart som beskrevs av Hans Georg Amsel 1949. Bagdadia irakella ingår i släktet Bagdadia och familjen stävmalar. Inga underarter finns listade i Catalogue of Life.